# Kellenhusen (Østholsten)
Kellenhusen er en by og kommune i det nordlige Tyskland, beliggende under Kreis Østholsten i delstaten Slesvig-Holsten.

## Geografi
Kellenhusen er en badeby ved Østersøen, der ligger omkring 18 km nordøst for Neustadt in Holstein, knap 16 km (luftlinje) sydødst for Oldenburg in Holstein og omkring 4 km syd for østenden af Oldenburger Graben. Kommunen ligger på halvøen Wagrien ud til Lübeck Bugt mellem Grömitz og Dahme.
Vest for Kellenhusen løber Bundesstraße 501 fra Neustadt mod Fehmarn. Nærmeste banegård er Lensahn ved jernbanen Lübeck–Puttgarden, omkring 14 km vest for Kellenhusen.

### Forvaltning
Kellenhusen hørte fra 1970 til 2006 under Amt Grube. Siden da har Kellenhusen og kommunerne Dahme og Grube dannet et Verwaltungsgemeinschaft med kommunen Grömitz, hvor administrationen er beliggende.